# Juli (musikgrupp)
Juli är en tysk musikgrupp från Giessen. År 1996 startade Simon Triebel, Jonas Pfetzing, Andreas Herde och Martin Möller bandet med namnet "Sunnyglade". Miriam Adameit gick med som sångerska 1998. År 2000 lämnade både trummisen Möller och sångerskan Adameit bandet. De ersattes samma år av Marcel Römer på trummor och Eva Briegel på sång. År 2001 bytte gruppen namn till "Juli". De slog igenom år 2004 och har släppt tre studioalbum.

## Karriär

### 2004:Es ist Juli
Bandets professionella musikkarriär började år 2004 då de släppte sin debutsingel "Perfekte Welle" den 28 juni 2004. Singeln är deras mest framgångsrika då den nådde andra plats på singellistan i både Tyskland och Österrike, samt en artonde plats i Schweiz. Succésingeln följdes upp av debutalbumet med titeln Es ist Juli som gavs ut med tolv låtar den 20 september samma år. Albumet nådde andra plats på den tyska albumlistan och topp-10-placeringar på både den österrikiska och den schweiziska. I alla tre länderna låg det kvar på listan i fler än 50 veckor. Albumet sålde fler än 600 000 exemplar i Tyskland, 40 000 i Schweiz och 20 000 i Österrike. 
Den 15 november släpptes albumets andra singel "Geile Zeit". Den tredje singeln "Regen und Meer" som släpptes den 18 april nästa år, blev bandets första att inte placera sig på den schweiziska singellistan. Ytterligare två låtar släpptes som singlar från debutalbumet. De var "Warum" den 15 augusti 2005, och "November" den 11 november samma år. Den sistnämnda blev bandets första singel som inte placerade sig på den österrikiska singellistan. År 2005 representerade bandet också Hessen i Bundesvision Song Contest med "Geile Zeit" och blev tävlingens första vinnare någonsin.

### 2006:Ein neuer Tag

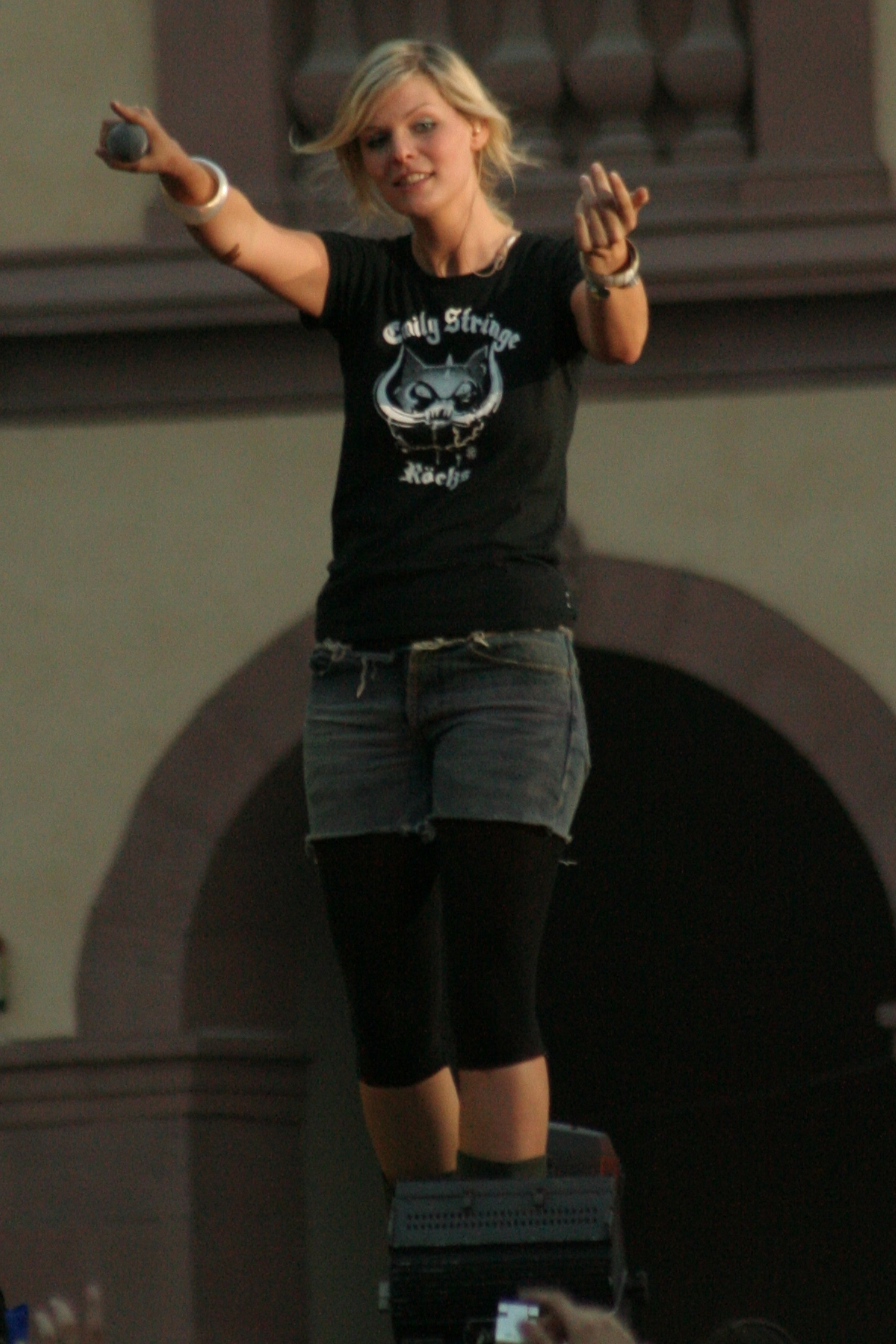
Bandets sångerska Eva Briegel i Mannheim år 2007

Den 15 september 2006 släpptes deras sjätte singel "Dieses Leben" som den första singeln från deras kommande andra studioalbum. Den nådde femte plats i Tyskland och sjunde plats i Österrike på singellistorna. Den tog sig även upp på tjugoandra plats i Schweiz där den blev deras sista singel på landets singellista. Den 13 oktober 2006 kom albumet med titeln Ein neuer Tag. Albumet blev precis som debutalbumet en succé då det direkt toppade den tyska albumlistan vecka 43 år 2006. I Schweiz nådde det en tredje plats på albumlistan och i Österrike en fjärde plats.
Albumets andra singel och gruppens sjunde totalt blev "Wir beide" som gavs ut den 8 december samma år. Den 20 april 2007 gavs "Zerrissen" ut som albumets tredje singel, och den 21 september gavs "Ein neuer Tag" ut som den fjärde och sista singeln från albumet. Den fjärde singeln, med samma titel som albumet, blev den enda som bara placerade sig på singellistan i Tyskland. Den sista singeln gavs ut för att främja bandets första livealbum med titeln Ein neuer Tag - Live som gavs ut exakt en vecka senare, den 28 september, och som innehåller liveversioner av 17 låtar. År 2007 spelade de även in låten "Stolen" tillsammans med den amerikanska musikgruppen Dashboard Confessional. Låten nådde sextonde plats på den tyska singellistan och sextiofemte plats på den amerikanska singellistan.

### 2010:In Love
Inför gruppens tredje studioalbum släpptes låten "Elektrisches Gefühl" den 27 augusti 2010 som albumets första singel och bandets tionde totalt. Den kom att bli albumets mest framgångsrika singel med en tolfte plats på singellistan i Tyskland och blev även den enda singeln från albumet som placerade sig på en utländsk singellista. Den låg 13 veckor på listan i Österrike, exakt hälften av vad den gjorde i Tyskland, och nådde som bäst en tjugoförsta plats. Albumet släpptes med titeln In Love den 17 september och innehåller tolv låtar precis som de två första studioalbumen. Med en fjärde plats på den tyska albumlistan, samt en sjuttonde på den österrikiska och en trettiotredje på den schweiziska, blev albumet gruppens minst framgångsrika i karriären. Det sålde trots allt fler än 100 000 exemplar i Tyskland. Ytterligare tre singlar gavs ut från det tredje albumet. De var "Immer wenn es dunkel wird" den 18 januari 2011, "Süchtig" den 13 maj, och "Du lügst so schön" den 23 september.

## Medlemmar

### Nuvarande medlemmar
- Eva Briegel – sång (2000–)
- Jonas Pfetzing – gitarr (1996–)
- Simon Triebel – sång, gitarr (1996–)
- Andreas "Dedi" Herde – basgitarr (1996–)
- Marcel Römer – trummor (2000–)

### Tidigare medlemmar
- Martin Möller – trummor (1996 – 2000)
- Miriam Adameit – sång (1998 – 2000)

## Diskografi

### Studioalbum
- 2004 – Es ist Juli
- 2006 – Ein neuer Tag
- 2010 – In Love
- 2014 – Insel

### Livealbum
- 2007 – Ein neuer Tag - Live

### Singlar
- 2004 – "Perfekte Welle"
- 2004 – "Geile Zeit"
- 2005 – "Regen und Meer"
- 2005 – "Warum"
- 2005 – "November"
- 2006 – "Dieses Leben"
- 2006 – "Wir beide"
- 2007 – "Zerrissen"
- 2007 — "Ein neuer Tag"
- 2007 – "Stolen" (med Dashboard Confessional)
- 2010 – "Elektrisches Gefühl"
- 2011 – "Immer wenn es dunkel wird"
- 2011 – "Süchtig"
- 2011 – "Du lügst so schön"